# 더 립
《더 립》(영어: The RIP)은 2026년 공개 예정인 미국의 액션 스릴러 영화이다. 조 카너핸이 감독과 각본을 맡았다.

## 출연진
- 맷 데이먼
- 벤 애플렉
- 스티븐 연
- 테야나 테일러
- 사샤 카예
- 네스토르 카보넬
- 카탈리나 산디노 모레노
- 카일 챈들러
- 스콧 애드킨스
- 리나 에스코